# روز نخست (آخرین بازمانده از ما)
«روز نخست» (انگلیسی: Day One) چهارمین قسمت از فصل دوم مجموعه تلویزیونی درام پسا آخرالزمانی آمریکایی آخرین بازمانده از ما است. این قسمت که توسط کریگ مازن، یکی از سازندگان این مجموعه، نوشته و توسط کیت هرون کارگردانی شده است، در ۴ مه ۲۰۲۵ از شبکهٔ اچ‌بی‌او پخش شد. این قسمت داستان الی (بلا رمزی) و دینا (ایزابلا مرسد) در نخستین روز حضورشان در سیاتل دنبال می‌کند که آن‌ها در جست‌وجوی ابی، یکی از اعضای جبههٔ آزادی‌بخش واشینگتن (WLF) هستند که جوئل را کشته است.
این قسمت برگرفته و گسترش‌یافته از چندین سکانس از آخرین بازمانده از ما قسمت ۲ (۲۰۲۰) است، بازی‌ای که این فصل از این مجموعه بر پایهٔ آن ساخته شده است. اجرای ترانهٔ «مرا دریاب» از گروه آ-ها توسط الی به صورت مستقیم از بازی اقتباس شده و کریگ مازن و کیت هرون آن را از مهم‌ترین سکانس‌های قسمت می‌دانستند. صحنه‌های رابطهٔ عاطفی میان الی و دینا نیز با تأکید مشابهی به تصویر کشیده شده‌اند، هرچند در نسخهٔ بازی، این رویدادها در زمان زودتری اتفاق می‌افتند.

## داستان
در سال ۲۰۱۸، آیزاک دیکسون، گروهبان آژانس فدرال واکنش به فاجعه (FEDRA)، تیم خود را به دلیل آزار و تمسخر غیرنظامیان سرزنش می‌کند. آن‌ها با گروهی از جبههٔ آزادی‌بخش واشینگتن (WLF) به رهبری هانرهان روبه‌رو می‌شوند. آیزاک اعضای تیم خود را می‌کشد و تنها برتونِ آرمان‌گرا را زنده می‌گذارد و وفاداری‌اش به WLF را آشکار می‌کند.
در زمان حال، آیزاک که اکنون رهبر WLF است، یکی از اعضای فرقهٔ سرافیت را برای گرفتن اطلاعات دربارهٔ مکان گروهش بازجویی می‌کند و او را با ماهیتابه‌ای داغ شکنجه می‌دهد. وقتی درمی‌یابد که سرافیت ترجیح می‌دهد شکنجه شود تا حقیقت را بگوید، او را می‌کشد.
الی و دینا نخستین روز خود در سیاتل را آغاز می‌کنند. دینا به صورت پنهانی تست بارداری انجام می‌دهد و آن دو در مسیر خود با بقایای درگیری میان نیروهای FEDRA و WLF روبه‌رو می‌شوند. تصمیم می‌گیرند شب‌هنگام به مسیرشان ادامه دهند و در این بین به فروشگاه موسیقی پناه می‌برند که در آن‌جا الی گیتاری پیدا می‌کند و ترانهٔ «مرا دریاب» از گروه آ-ها را برای دینا می‌نوازد.
شب‌هنگام، الی و دینا با چند سرباز WLF مواجه می‌شوند که به دست سرافیت‌ها کشته شده‌اند. آن‌ها از دست گروه پشتیبانی WLF که به دنبال تماس گروه کشته‌شده به محل آمده‌اند، فرار می‌کنند و به مترو پناه می‌برند. در آن‌جا، اعضای WLF به‌طور ناخواسته آلوده‌ها را به سمت خود جلب می‌کنند و کشته می‌شوند. الی و دینا موفق به فرار می‌شوند، اما الی در این میان گزیده می‌شود و سپس در یک تئاتر متروکه پنهان می‌شوند. دینای دل‌شکسته آماده می‌شود تا الی را بکشد، اما الی برایش توضیح می‌دهد که به بیماری مقاوم است. دینا اعتراف می‌کند که باردار است و پس از آن با یکدیگر رابطه برقرار می‌کنند. صبح روز بعد، دینا فاش می‌کند که پدر فرزندش جسی است، اما می‌گوید که همچنان می‌خواهد با الی آینده و خانواده‌ای مشترک داشته باشد. آن دو صدای نفوذ نیروهای WLF به بیمارستان لیک‌هیل را می‌شنوند و دینا به الی می‌گوید که همچنان همچنان همراه او خواهد ماند.

## تولید

### ساخت و نگارش

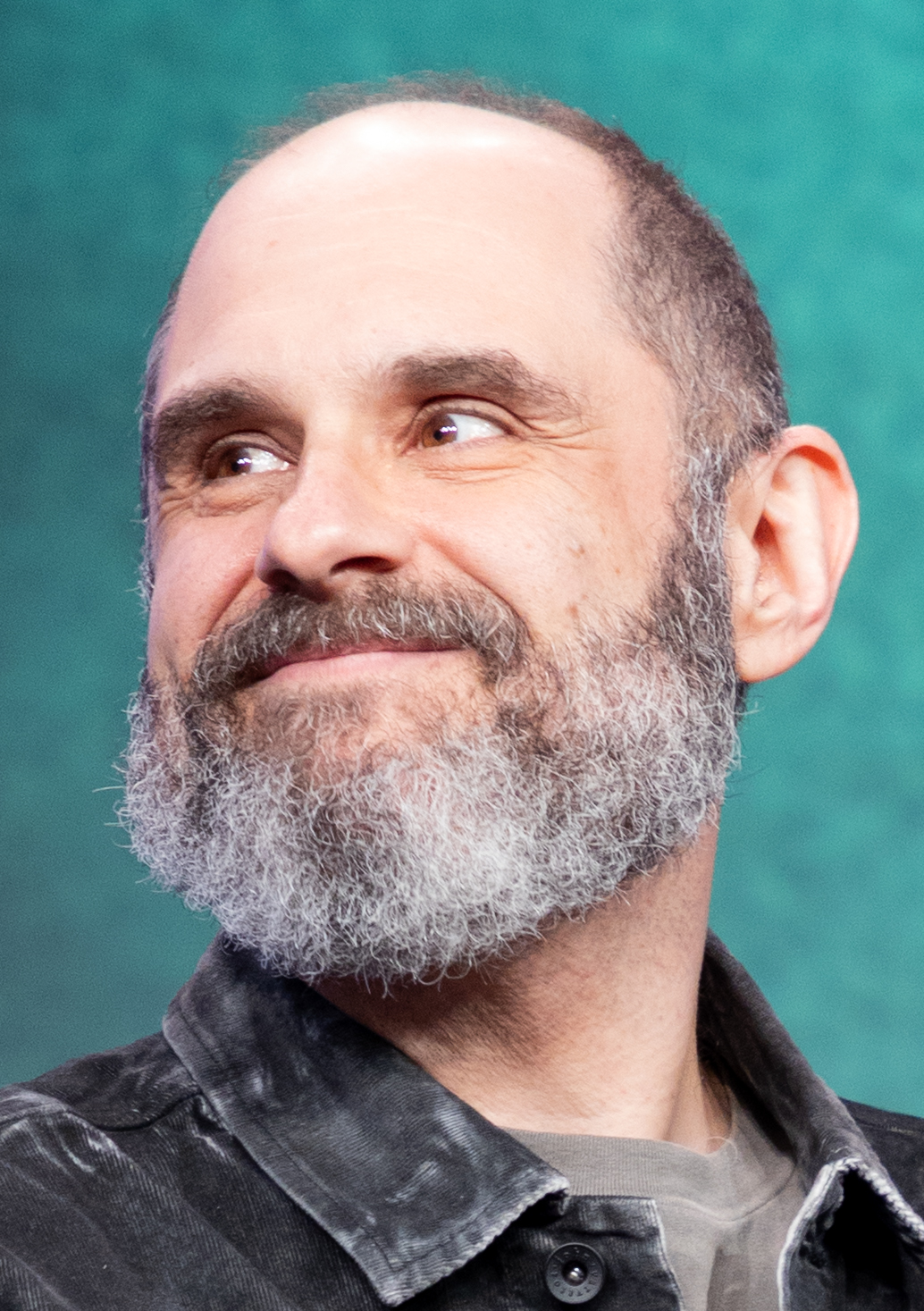
«روز اول» توسط کریگ مازن، یکی از سازندگان این مجموعه نوشته شد.

«روز اول» توسط کریگ مازن، یکی از سازندگان مجموعه آخرین بازمانده از ما نوشته شده و توسط کیت هرون کارگردانی شده است.

### فیلم‌برداری
تولید این قسمت حدود آوریل ۲۰۲۴ آغاز شد. کاترین گلدشمیت به عنوان مدیر فیلم‌برداری در این قسمت حضور داشت. مراحل آماده‌سازی تولید از ۲۲ آوریل در شهر نانایمو آغاز شد و از ۲۹ آوریل، جاده‌های اطراف میدان دایانا کرال بسته شدند. فیلم‌برداری در ۴ مه در داون‌تاون ایست‌ساید ونکوور، که به عنوان جایگزینی برای سیاتل استفاده شد، با حضور سربازان و خودروهای نظامی انجام شد؛ همچنین در ۱۱ مه سکانس‌هایی با حضور بلا رمزی و ایزابلا مرسد در حال اسب‌سواری فیلم‌برداری شد. تولید این قسمت به صورت فشرده و دیرهنگام برنامه‌ریزی شده بود و برخی کسب‌وکارها تنها چهار روز پیش از فیلم‌برداری از آن مطلع شدند.
حدود شش دقیقه از تصاویر این قسمت در روزهای ۱۳ و ۱۴ مه در نانایمو فیلم‌برداری شد که شامل سکانس‌هایی از رمزی و مرسد در حال اسب‌سواری بود؛ این سکانس‌ها در نسخه‌ای بازسازی‌شده از کپیتول هیل سیاتل و هتل خیالی سروِنا جریان داشت. اسبی که در این سکانس‌ها استفاده شد، جَزوِی نام داشت و پیش‌تر در مجموعه تلویزیونی ۱۰۰ نفر (۲۰۱۴–۲۰۲۰) و فیلم دنیای ژوراسیک: قلمرو (۲۰۲۲) حضور داشته است. در طول فیلم‌برداری، چندین کسب‌وکار تعطیل شدند و از سوی عوامل تولید غرامت دریافت کردند؛ در عین حال، برخی کسب‌وکارهای اطراف افزایش مراجعه مشتریان و ترافیک آنلاین را تجربه کردند. گروه تولید تا ۳۱ مه نانایمو را ترک کرد و قرار شد به شهر بابت همکاری‌اش در تولید این مجموعه، به صورت نمادین قدردانی شود. در ۸ ژوئیه نیز سکانس‌هایی با حضور رمزی، مرسد و اعضای خیالی فرقهٔ سرافیت در نسخهٔ بازسازی‌شده‌ای از سیاتل، در چایناتاون ونکوور فیلم‌برداری شد.

## بازخورد

### پخش
این قسمت در ۴ مه ۲۰۲۵ از شبکهٔ اچ‌بی‌او پخش شد.

### بازخورد منتقدان
سایمون کاردی، منتقد وبگاه آی‌جی‌ان، این قسمت را به عنوان قسمت برگزیدهٔ خود در فصل دوم معرفی کرد و از ترکیب هنرمندانهٔ «وحشت ناب و احساسات تأثیرگذار» در آن تمجید کرد.